# Rienk Bakker
Rienk Bakker (Urk, 1986) is een Nederlands organist.
Rienk Bakker (1986) studeerde aan het ArtEZ Conservatorium te Zwolle de hoofdvakken orgel en kerkmuziek en de bijvakken piano en zang. Hoofdvakdocenten waren Harm Jansen, Theo Jellema en Jos Leussink. Hij nam deel aan een aantal studiereizen naar Parijs waar hij les kreeg van Éric Lebrun. In 2010 studeerde hij aan het Conservatoire National de Région de Strasbourg bij Christophe Mantoux. Hij richtte zich met name op orgelmuziek uit de Franse romantiek en behaalde in 2011 het masterdiploma orgel.
Voor koordirectie kreeg hij les van Fokko Oldenhuis. Daarnaast nam hij driemaal deel aan de Kurt Thomas Cursus aan het Utrechts Conservatorium, in de groepen C, D en E. De lessen daar waren gericht op koor met solisten en instrumentaal ensemble, professioneel kamerkoor en grootkoor met orkest. Op dit moment volgt hij de master koordirectie aan het Koninklijk Conservatorium Antwerpen met als docent Luc Anthonis.
Bakker is dirigent van het Amersfoorts Kamerkoor, Adveniat Musica, Jongerenkoor Houten en Kerkkoor Driebergen. Hij is cantor bij de Grote Kerk Vianen. Daarnaast is hij repetitor bij het Nederlands Studenten Kamerkoor, het Slotkoor en de Utrechtse Bach Cantate Diensten.